# 德羅基亞
德羅基亞是摩爾多瓦的城市，也是德羅基亞區的首府，位於該國北部，距離首都基希涅夫174公里，始建於1777年，海拔高度226米，2014年人口13,150。

## 外部連結
- Drochia Stadium on divizianationala.com （页面存档备份，存于）
- Weather in Drochia （页面存档备份，存于）
- Bogdan Petriceicu Hasdeu High School Webpage
- Drochia in Photos
- Meteo Moldova
- Drochia.md （页面存档备份，存于）